# Тарасевич, Григорий Аркадьевич
Григорий Аркадьевич Тарасевич (род. 1 августа 1995, Омск) — российский пловец. Чемпион летней Универсиады в Неаполе.

## Карьера
Григорий родился в спортивной семье. Его родители — Аркадий Эдуардович и Галина Анатольевна — работают тренерами. Занимается плаванием с шести лет.
На молодёжном чемпионате Европы 2013 года завоевал три золота (50 и 100 метров на спине и комплексная эстафета 4×100 метров) и одно серебро (200 метров на спине). На молодёжном чемпионате мира 2013 года завоевал золото на дистанции 50 метров на спине, бронзу — на 100 метровке и серебро — в комплексной эстафете.
Бронзовый призёр чемпионата России 2014 года на дистанции 200 метров на спине. Серебряный и бронзовый призёр чемпионата России 2015 года.
На чемпионате Европы 2016 года выиграл две медали. Участвовал в Олимпиаде 2016 года в Рио-де-Жанейро. На дистанции 100 метров на спине был девятым с результатом 53,46 с.
На чемпионате мира в Будапеште на 100 метрах на спине стал пятым, проплыв дистанцию за 53,12.
Учится на инженерном факультете Луисвиллского университета.